# Caraca
Caraca fue una ciudad romana de la provincia Tarraconense. En su origen debió ser un asentamiento carpetano, citado por Plutarco en el centro de Hispania y cerca del río Tagonio. Así mismo, también aparece mencionada en el Anónimo de Rávena, en la ruta que conectaba Complutum con Segóbriga y Cartago Nova. En 2017 tras décadas de polémicas se determinó su ubicación en Driebes tras lo cual empezaron las excavaciones que continúan actualmente. Entre lo encontrado hasta ahora destacan los restos de un foro en buen estado de conservación.

## Historia
Su conocimiento se debe a la referencia que hace Plutarco del asedio dirigido por Sertorio a sus habitantes, los caracitanos:

Un pueblo situado más allá del río Tagonio, que no se compone de casas, como las ciudades o aldeas, sino que, en un monte de bastante extensión y altura, hay muchas cuevas y cavidades de rocas que miran al norte. El país que la circunda produce un barro arcilloso y una tierra muy deleznable por su finura, incapaz de sostener a los que andan por ella, y que con tocarla ligeramente se deshace como la cal o la ceniza. Era, por tanto, imposible tomar por fuerza a estos bárbaros, porque cuando temían ser perseguidos se retiraban con las presas que habían hecho a sus cuevas, y de allí no se movían.
Plutarco

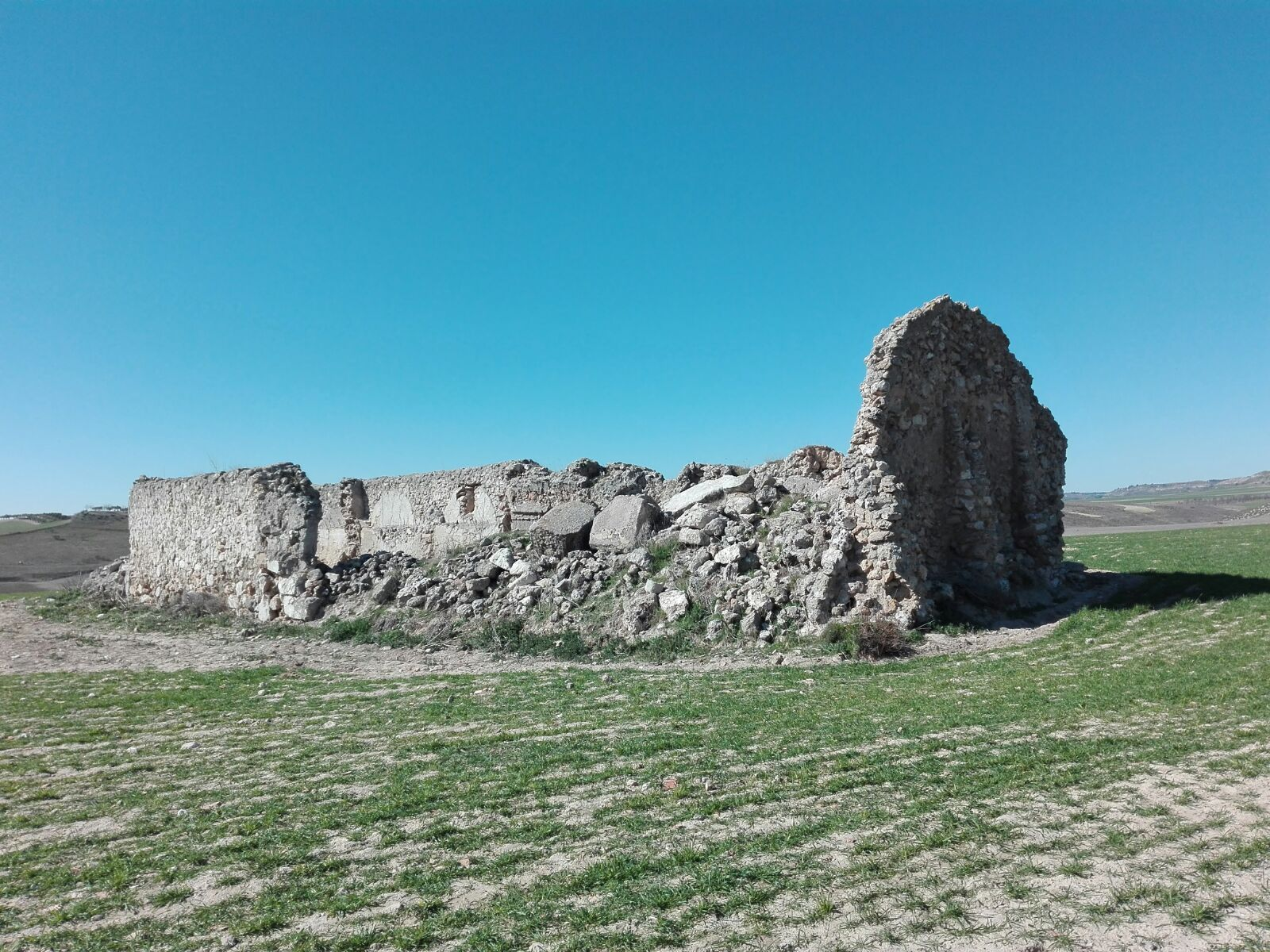
Bajo las ruinas de la ermita de la Virgen de la Muela, al sur de Driebes (Guadalajara), se han encontrado los vestigios de la que pudiera ser Caraca.

Desde el siglo XVI, el río Tagonio fue identificado con el Henares y Caraca con la ciudad de Guadalajara, de ahí el uso de caracense como gentilicio para sus habitantes. A finales del siglo XIX, el ateneo cultural de la ciudad fue llamado Ateneo Caracense. En la actualidad, Guadalajara cuenta con un Instituto de Educación Secundaria llamado Liceo Caracense. Más tarde, Adolf Schulten la identificó con la localidad alcarreña de Taracena. Posteriormente, Caraca fue relacionada con Carabaña, en la Comunidad de Madrid, y el río Tagonio, con el Tajuña.
En 1945, durante la construcción del canal de Estremera, apareció en Driebes el llamado tesoro de Driebes, compuesto de 13,8 kilogramos de piezas de orfebrería del siglo III a. C., hoy expuesto en el Museo Arqueológico Nacional.
En 1981 Jorge Sánchez-Lafuente Pérez prospectó el cerro de la Virgen de la Muela, en el término municipal de Driebes (Guadalajara), en la margen derecha del río Tajo, concluyendo que, por su situación y la importancia y extensión de sus ruinas, se trataba de un emplazamiento urbano altoimperial, posiblemente identificable con Caraca, siguiendo la opinión de Juan Manuel Abascal Palazón.
A finales de 2016, una nueva prospección con georradar, de la mano de Emilio Gamo y Javier Fernández, confirmó la importancia del emplazamiento urbano y la posibilidad de que se tratase de la antigua Caraca.
Las excavaciones iniciadas en primavera de 2017 confirmaron el emplazamiento de Caraca en Driebes y la presencia de los restos de un foro, viviendas públicas, termas y un templo.